# Неплюев, Семён Александрович
Семён Александрович Неплюев (1744 — 26 октября 1804) — русский чиновник из рода Неплюевых, действительный тайный советник, сенатор, правитель Орловского наместничества в 1782-92 гг.
Сын генерал-майора Александра Ивановича Неплюева. Служил в лейб-гвардии Измайловском полку: в 1762 году прапорщик, в 1764 году подпоручик, в 1766 году поручик, в 1769 году капитан-поручик, в 1771 году капитан, с 1772 года полковник.
В 1773—1779 года служил в Малороссийской коллегии. 13 февраля 1779 года назначен первым председателем Уголовной палаты Орловского наместничества. С 4 декабря 1780 года поручик правителя (с чином статского советника), с 3 марта 1782 года правитель Орловского наместничества. Тайный советник (1784).
Указом императрицы от 6 марта 1792 года «уволен за болезнями от всех дел». В 1794—1801 года сенатор, член Межевого департамента.
Первая жена — Анна Григорьевна Теплова (17 апреля 1750—26 апреля 1823), дочь сенатора Г. Н. Теплова.